# Lone Wolf (Oklahoma)
Pour les articles homonymes, voir Lone Wolf.
Lone Wolf est une ville du comté de Kiowa, dans l’État de l’Oklahoma, aux États-Unis.